# Someone Else
Someone Else is een nummer van de Nederlandse zanger Duncan Laurence uit 2020. Het is de derde single van zijn debuut-EP Worlds on Fire (waarmee het gelijktijdig werd uitgebracht), en tevens van zijn debuutalbum Small Town Boy.
"Someone Else" gaat over een man die zich afvraagt of zijn ex-geliefde al een nieuwe liefde gevonden heeft, nadat zijn eigen relatie is gestrand. Het nummer leverde Laurence een bescheiden hit op in Nederland, waar het de 18e positie bereikte in de Nederlandse Top 40. In Vlaanderen kwam het niet verder dan een 36e positie in de Tipparade.

## Tracklijst
Digital download
1. "Someone Else" - 3:04

## Hitnoteringen

### Nederlandse Top 40
| Hitnotering: 23-05-2020 t/m 15-08-2020 | Hitnotering: 23-05-2020 t/m 15-08-2020 | Hitnotering: 23-05-2020 t/m 15-08-2020 | Hitnotering: 23-05-2020 t/m 15-08-2020 | Hitnotering: 23-05-2020 t/m 15-08-2020 | Hitnotering: 23-05-2020 t/m 15-08-2020 | Hitnotering: 23-05-2020 t/m 15-08-2020 | Hitnotering: 23-05-2020 t/m 15-08-2020 | Hitnotering: 23-05-2020 t/m 15-08-2020 | Hitnotering: 23-05-2020 t/m 15-08-2020 | Hitnotering: 23-05-2020 t/m 15-08-2020 | Hitnotering: 23-05-2020 t/m 15-08-2020 | Hitnotering: 23-05-2020 t/m 15-08-2020 | Hitnotering: 23-05-2020 t/m 15-08-2020 | Hitnotering: 23-05-2020 t/m 15-08-2020 |
| Week:                                  | 1                                      | 2                                      | 3                                      | 4                                      | 5                                      | 6                                      | 7                                      | 8                                      | 9                                      | 10                                     | 11                                     | 12                                     | 13                                     |                                        |
| -------------------------------------- | -------------------------------------- | -------------------------------------- | -------------------------------------- | -------------------------------------- | -------------------------------------- | -------------------------------------- | -------------------------------------- | -------------------------------------- | -------------------------------------- | -------------------------------------- | -------------------------------------- | -------------------------------------- | -------------------------------------- | -------------------------------------- |
| Positie:                               | 32                                     | 26                                     | 21                                     | 18                                     | 23                                     | 29                                     | 34                                     | 34                                     | 29                                     | 24                                     | 22                                     | 25                                     | 34                                     | uit                                    |

### NederlandseSingle Top 100
| Hitnotering: 30-05-2020 t/m 08-08-2020 | Hitnotering: 30-05-2020 t/m 08-08-2020 | Hitnotering: 30-05-2020 t/m 08-08-2020 | Hitnotering: 30-05-2020 t/m 08-08-2020 | Hitnotering: 30-05-2020 t/m 08-08-2020 | Hitnotering: 30-05-2020 t/m 08-08-2020 | Hitnotering: 30-05-2020 t/m 08-08-2020 | Hitnotering: 30-05-2020 t/m 08-08-2020 | Hitnotering: 30-05-2020 t/m 08-08-2020 | Hitnotering: 30-05-2020 t/m 08-08-2020 | Hitnotering: 30-05-2020 t/m 08-08-2020 | Hitnotering: 30-05-2020 t/m 08-08-2020 | Hitnotering: 30-05-2020 t/m 08-08-2020 |
| Week:                                  | 1                                      | 2                                      | 3                                      | 4                                      | 5                                      | 6                                      | 7                                      | 8                                      | 9                                      | 10                                     | 11                                     |                                        |
| -------------------------------------- | -------------------------------------- | -------------------------------------- | -------------------------------------- | -------------------------------------- | -------------------------------------- | -------------------------------------- | -------------------------------------- | -------------------------------------- | -------------------------------------- | -------------------------------------- | -------------------------------------- | -------------------------------------- |
| Positie:                               | 100                                    | 72                                     | 76                                     | 82                                     | 86                                     | 92                                     | 87                                     | 77                                     | 79                                     | 89                                     | 91                                     | uit                                    |